# 84902 Поррантрюї
84902 Поррантрюї (84902 Porrentruy) — астероїд головного поясу, відкритий 17 жовтня 2003 року.
Тіссеранів параметр щодо Юпітера — 3,192.
Названо на честь середньовічного міста Поррантрюї в швейцарському кантоні Юра. Це була резиденція єпископів Базеля від 1527 до 1792 року.